# Denticollis puerilis
Denticollis puerilis là một loài bọ cánh cứng trong họ Elateridae. Loài này được Miwa miêu tả khoa học năm 1931.